# Tovéř
Tovéř település Csehországban, a Olomouci járásban. Tovéř Dolany, Olomouc és Samotišky településekkel határos. Lakosainak száma 657 fő (2024. január 1.).

## Népesség
A település lakosságának változását az alábbi diagram mutatja:
| Lakosok száma | 253  | 274  | 324  | 443  | 369  | 563  | 578  | 603  | 618  | 657  |
|               | 1869 | 1900 | 1921 | 1961 | 1980 | 2011 | 2016 | 2019 | 2021 | 2024 |